# Setge de Qerqenna
El Setge de Qerqenna va ser una expedició militar en la qual participaren les forces hispàniques amb la finalitat de prendre l'illa nord-africana de Qerqenna.

## Antecedents
L'illa de Qerqenna va ser ocupada el 1286 per Roger de Llúria, governador català de Sicília i reconquerit el 1335 pels hàfsides.
En 1496 la negociació del xeic local de Gerba, Yahya ben Sahit ben Sumuna a Sicília li va assegurar els subministraments de blat, respectar la independència de l'illa i a prendre les disposicions per funcionés com a port franc de comerç. A canvi d'això el castell rebia una guarnició espanyola per reforçar la seguretat entre la costa d'Itàlia i el nord d'Àfrica. La submissió del xeic de Djerba va desencadenar un immediat atac otomà sobre l'illa, que no la va prendre. La flota de Sicília comandada per Lluís de Margarit va prendre possessió del castell, on restà de governador fins en 1500, que s'abandona.
Pere Navarro conquerí Bugia, aprofitant la lluita dinàstica existent a la plaça a la mort del rei Abu-Abd-Al·lah IV entre Abu-Abd-Al·lah, fill del monarca mort, i el seu oncle Abu-Hammu, que havia pres el poder i empresonat al primer. L'èxit de l'operació va suposar que els governadors d'Alger, Tunísia i Tremissèn se sotmetessin al rei d'Espanya i alliberessin tots els cristians captius que tenien en el seu poder, i el mateix Navarro va arribar a Trípoli el 22 de juliol, que va caure el 25 de juliol.
Encoratjat per aquestes victòries, Navarro va manifestar a rei la seva disposició per continuar al capdavant de l'empresa amb noves i més ambicioses conquestes. Ferran el Catòlic va enviar des de Màlaga a Garcia Álvarez de Toledo y Zúñiga amb un reforç de 7.000 homes per posar-se a el comandament de les tropes espanyoles, i l'ordre perquè Navarro passés a ser el seu segon. A principis d'agost ja estaven a punt per salpar però una epidèmia de pesta al nord d'Àfrica va obligar a ajornar la partida. Mentrestant, Navarro va estudiar la possibilitat d'atacar l'illa de Gerba, un conegut recer de corsaris barbarescs, i va salpar de Trípoli a principis de mes amb una expedició de reconeixement de vuit galeres i una fusta. Va intentar persuadir els principals caps de l'illa que acceptessin el vassallatge per evitar la confrontació, i en negar-se aquests, va decidir esperar l'arribada dels reforços per iniciar la invasió.
Finalment Garcia Álvarez de Toledo va prendre possessió de Bugia, va deixar allà una part de l'armada i 3.000 homes i es va reunir amb Navarro (qui seria el seu segon) el 23 d'agost de 1510 a Trípoli per preparar l'expedició a Gerba.

## Batalla
Després de provar infructuosament de prendre Djerba l'agost de 1510, en el retorn a Tripoli, Navarro va deixar un grup de 400 homes encapçalats per Girolamo Vianello a Qerqenna per ocupar-la, establint-se a l'antic fort de Bordj El Hassar però sent massacrats pels habitants de l'illa.

## Conseqüències
La política de conquesta del nord d'Àfrica de Ferran el Catòlic es va aturar en sec, i es va restringir a l'ocupació de ciutats i ports emmurallats, prescindint del rerepaís, i en febrer de 1511, Navarro va embarcar a Itàlia.